# Andrei Nikolajewitsch Tjurin
Andrei Nikolajewitsch Tjurin (russisch Андрей Николаевич Тюрин, englische Transkription Andrej (oder Andrey) Tyurin; * 24. Februar 1940 in Moskau; † 27. Oktober 2002 ebenda) war ein russischer Mathematiker, der sich mit Algebraischer Geometrie befasste.
Tjurin studierte ab 1957 an der Lomonossow-Universität bei Igor Schafarewitsch, bei dem er 1965 promoviert wurde. Er war eines der Mitglieder des Schafarewitsch-Seminars über Algebraische Flächen, das 1965 als Buch erschien (mit Tjurin als Mitautor). 1971 habilitierte er sich (russischer Doktortitel), wobei er einen Satz vom Torelli-Typ für Algebraische Kurven bewies, bald darauf bewies er auch Sätze vom Torelli-Typ für Fano-Varietäten.
Tjurin war Professor seit 1962 Wissenschaftler in der Sektion Algebra des Steklow-Instituts in Moskau, wo er lange Jahre ein Seminar zur algebraischen Geometrie leitete. Er durfte in den 1970er und 1980er Jahren keine Auslandsreisen unternehmen und besuchte erst 1989 den Westen bei einem Symposium in Chicago und 1990 die University of Warwick. Danach war er häufig im Ausland, besonders in Großbritannien und noch kurz vor seinem Tod am Isaac Newton Institute. Er starb unerwartet an einem Herzinfarkt.
Er befasste sich insbesondere mit Vektorbündeln über algebraischen Kurven (und höherdimensionalen Varietäten) und ihren Modulräumen, womit er sich schon als Student Anfang der 1960er Jahre befasste in Anknüpfung an Arbeiten französischer Mathematiker (André Weil, Jean-Pierre Serre).
Zuletzt befasste er sich auch mit mathematischen Aspekten der Stringtheorie und Quantenfeldtheorie.
1981 führte er die nach ihm benannten Tjurin-Invarianten Pseudo-Riemannscher 4-Mannigfaltigkeiten ein.
Tjurin war korrespondierendes Mitglied der Russischen Akademie der Wissenschaften.
Er war der (jüngere) Bruder der Mathematikerin Galina Nikolajewna Tjurina. Sein Sohn Nikolai Tjurin ist Professor am Kernforschungszentrum in Dubna (Bogoljubow Institut).

## Schriften
- Collected Works, Band 1 (Vector Bundles), Universitätsverlag Göttingen, 2008, Herausgeber Fjodor Bogomolow, Miles Reid, Nikolay Tyurin, Alexey Gorodentsev, Victor Pidstrigach, Vorwort Igor Schafarewitsch (auf 3 Bände angelegt)
- Quantization, Classical and Quantum Field Theory and Theta-Functions, 2003, Preprint
- The Geometry of moduli of vector bundles, Russian Mathematical Surveys, Band 29, 1974, S. 57–88
- Five lectures on threefolds, Russian Mathematical Surveys, Band 27, 1972, S. 1–53
- Six lectures on four manifolds, in Transcendental methods in algebraic geometry (Cetraro 1994), Lecture Notes in Mathematics 1646, 1996, S. 186–246